# Jaborosa odonelliana
Jaborosa odonelliana är en potatisväxtart som beskrevs av A. T. Hunziker. Jaborosa odonelliana ingår i släktet Jaborosa och familjen potatisväxter. Inga underarter finns listade i Catalogue of Life.